# Neues freies Österreich
Die Widerstandsgruppe Neues freies Österreich bildete sich Anfang des Jahres 1944 in der Stadt Freistadt im oberösterreichischen Mühlviertel. Im Herbst 1944 wurde die Gruppe verraten und in den letzten Kriegstagen 1945 wurden acht ihrer Mitglieder hingerichtet. Darüber hinaus kam es 1945 zu weiteren nationalsozialistischen Gräueltaten in der Stadt, wie zu Sozialistenmorden und zu standrechtlichen Erschießungen von Wehrmachtsangehörigen.

## Die Freistädter Widerstandsgruppe „Neues Freies Österreich“
Im Frühjahr oder Sommer 1944 schlossen sich einige Freistädter Bürger unter Ludwig Hermentin zu einer Organisation zusammen, die das Ziel hatte, Österreich von der nationalsozialistischen Herrschaft zu befreien. Rappersberger (1997) nennt die militärischen Niederlagen der Wehrmacht und die Ankunft des Deserteurs Johann Königsecker als Gründe für den Zusammenschluss. Neugebauer (1982) bezeichnet die Freistädter Gruppe als eine der bedeutendsten Widerstandsorganisationen in Oberösterreich. Als Hauptfunktionäre der Widerstandsbewegung werden in der Urteilsverkündung des Volksgerichtshofes vom 27. Februar 1945 Ludwig Hermentin und Johann Königsecker genannt. Eine Besonderheit der Freistädter Gruppe war, dass sie sich im Gegensatz zur üblichen Links-rechts-Struktur des österreichischen Widerstandes aus Mitgliedern aller politischen Lager zusammensetzte.
Die Tätigkeit der Widerstandsgruppe ist noch immer nicht restlos geklärt. Aufgrund von Dokumenten der Gruppe, die der Lehrling Hermentins Helmut Heidelberger geistesgegenwärtig beiseiteschaffte, nachdem die Gestapo seinen Chef verhaftet hatte, erscheinen folgende Pläne der Gruppe plausibel:
- Die Absicht Luftlandeoperationen der Alliierten zu unterstützen, indem die Zivilverwaltung von zuverlässigen Österreichern übernommen werden sollte. Weiter ist eine Verbindung nach Linz und möglicherweise Wien per Funk zu den Engländern überliefert.
- Die bescheidene Bewaffnung der Gruppe, diente vermutlich nur zum Selbstschutz oder dazu, Kurzschlusshandlungen von Nazi-Funktionären zu verhindern.
- Eine Geldsammlung wurde durchgeführt, die für soziale Zwecke verwendet werden sollte, aber auch, um die Arbeit der Widerstandsgruppe zu finanzieren.[4]

Die Aufdeckung der Gruppe erfolgte über den Linzer Kontaktmann Willibald Thallinger, bei dem am 29. September 1944 eine Hausdurchsuchung durchgeführt wurde, wobei man vermutlich belastende Dokumente entdeckte. Anschließend wurde Thallinger in der Gestapo-Haft gefoltert und mit der Aussicht auf Straffreiheit zur Zusammenarbeit mit der Gestapo genötigt (unter anderem durch Nikotinentzug, da Thallinger ein starker Raucher war). Der Gestapo-Beamte Johann Haller konnte sich schließlich mit Thallingers Hilfe in die Gruppe einschleichen.
Am 9. und 10. Oktober 1944 kam es daraufhin in Freistadt zu einer großen Verhaftungswelle durch die Gestapo, weitere Verhaftungen im Oktober und November folgten. Mehr als 50 Männer und Frauen (1 % der Bürger/-innen Freistadts) wurden ins Gefängnis verbracht.
„Zwei Tage lang waren die Fanghunde der Gestapo der Schrecken der Stadt, die Zutreiber des Todes wüteten wie in Feindesland“.
Allen Verhafteten wurde vor dem Volksgerichtshof in Linz unter der Bezeichnung „Freistädter Prozess“ Hochverrat vorgeworfen, da sie eine Organisation gegründet oder unterstützt hatten, die für die Unabhängigkeit und Freiheit Österreichs eintrat.

### Urteile
Zum Tode verurteilt wurden:
- Ludwig Hermentin (geb. 1896), Leiter der Krankenkasse und Kopf der Gruppe, wohnhaft in Freistadt,
- Karl Preinfalk (geb. 1893), Kaufmann, wohnhaft in Freistadt,
- Johann Angerer (geb. 1879), Kaufmann, wohnhaft in Freistadt,
- Josef Haunschmidt (geb. 1906), Molkereileiter, wohnhaft in Freistadt,
- Ignaz Bayer (geb. 1898), Molkereiangestellter, wohnhaft in Neumarkt im Mühlkreis,
- Johann Schöfer (geb. 1903), Landratsangestellter, wohnhaft in Lasberg,
- Leopold Kotzmann (geb. 1884), Gemeindesekretär, wohnhaft in Sandl, vor 1938 Landtagsabgeordneter,
- Willibald Thallinger (geb. 1911), kfm. Angestellter aus Linz

Leopold Riepl aus Sandl und Johann Königsecker wurden ebenfalls zum Tode verurteilt, als Wehrmachtsangehörige jedoch von einem Militärtribunal. Da die Urteilsbestätigungen aufgrund der Wirren der letzten Kriegstage nicht mehr aus Berlin eintrafen, wurden die Todesurteile nicht mehr vollstreckt.
Nach der Verhängung der Todesurteile wurden Gnadengesuche an das Reichsjustizministerium in Berlin gerichtet. Da diese Gnadengesuche nicht mehr erledigt wurden, waren die folgenden Erschießungen selbst nach nationalsozialistischem Recht illegal. Rappersberger (1997) kommt nach eingehenden Untersuchungen und dem Auffinden von neuen Dokumenten zu dem Schluss, dass die Erschießungen auf Betreiben des Gauleiters Eigruber erfolgten, der die behandelnden Justizbeamten so stark unter Druck gesetz hatte, dass diese höchstwahrscheinlich um ihr eigenes Leben fürchten mussten.

### Urteilsvollzug
Am 1. Mai 1945 wurden 13 Personen am Militärübungsplatz in Treffling hingerichtet:
Acht Männer der Freistädter Gruppe „Neues Freies Österreich“:
- Ludwig Hermentin
- Karl Preinfalk
- Willibald Thallinger
- Johann Angerer
- Josef Haunschmidt
- Ignaz Baier
- Johann Schöfer
- Leopold Kotzmann

Drei Männer und eine Frau einer Linzer Widerstandsgruppe:
- Karl Hehenberger
- Josef Grillmayer
- Zilli Zinner
- Friedrich Derflinger

Außerdem Theresia Erhard, die wegen Plünderung verurteilt wurde.

## Die „Freistädter Sozialistenmorde“
Ohne jedes Gerichtsverfahren wurden am Abend des 24. April 1945 vier Freistädter und ein Pole aus ihren Wohnungen abgeholt, weil sie im Verdacht standen, Sozialisten oder Kommunisten zu sein, und südlich von Freistadt an der Jaunitz, in der Nähe des ehemaligen Militärschwimmbades, erschossen und vergraben.
Es waren dies der BH-Bedienstete Alois Miesenböck, der Hilfsarbeiter Richard Gold, der Hilfsarbeiter Jakob Smal, ein ehemaliger russischer Kriegsgefangener des Ersten Weltkrieges, der hier zurückblieb, der Ziegelschlager Johann Zeilinger sowie der Pole Stephan Modelsky, ein Landarbeiter. Merl (1980) vertritt die Ansicht, dass die Ermordung der Genannten von langer Hand geplant worden war, da der Angehörige der Kreisleitung, Josef Czech zu Frau Miesenböck gesagt habe: „dass ihm Herr Miesenböck leid tue, da es wieder etwas geben werde“.
Außer dem Kreisleiter Gittmayr waren für die Tat auch die Mitglieder der Kreisleitung Johann Hauff und Josef Czech voll verantwortlich. Weiter waren an den Morden beteiligt: Rudolf Knoll, Gemeindebeamter aus Pregarten; Karl Zimbrich, er stammte aus Linz und war Kaffeehauspächter in Freistadt und Josef Obermayr, Chauffeur der Kreisleitung.
Das weitere Schicksal der Täter:
Kreisleiter Gittmair verhörte vermutlich die Verhafteten, hielt sich aber ansonsten zurück. Gittmair ist ebenso wie Czech als klassischer „Schreibtischtäter“ zu bezeichnen. Czech und Hauf konnten bis heute untertauchen. Gittmair erhängte sich am 5. Juni 1946 im Gemeindegebiet von Tumeltsham im Innviertel. Zimbrich wurde 1948 zu zehn Jahren schweren Kerkers verurteilt, Obermayr jedoch freigesprochen.

## Die militärischen Standgerichte
In den letzten Kriegstagen wurden neun Wehrmachtsangehörige von einem militärischen Standgericht der Freistädter Kaserne zum Tode verurteilt und erschossen:
- Karl Haghofer, Waldburg, 35 Jahre
- Hubert Gruber, Eferding, 36 Jahre
- Johann Fuchsgruber, Hansdorf, 43 Jahre
- Albert de Deyn, Dendermonde, 27 Jahre
- Horst Hilmar Seidel, Trieb, 35 Jahre
- Albert Kubsik, Golling, 37 Jahre
- Johann Schinnerl, Steyr, 20 Jahre
- Adolf Habelt, Wien, 43 Jahre
- Oskar Moser, Ottenschlag, 33 Jahre

Johann Blöchl (1972) berichtet von einer Frau, die mitansehen musste, wie ihr Mann erschossen wurde und voller Verzweiflung aus Leibeskräften um Erbarmen für ihren Mann bat. Und Merl (1980) beschreibt in „Besatzungszeit im Mühlviertel“ einen besonders tragischen Vorgang:
„Mir ging immer das Schicksal des jungen Mannes aus Steyr besonders nahe. Dieser hatte sich im Waldviertel von den schon in Auflösung begriffenen Truppenverbänden abgesetzt und hatte vom Postamt in Mönchdorf aus seine Eltern in Steyr telefonisch benachrichtigt, dass er sich aus der Gefahrenzone zurückziehen konnte und nunmehr in wenigen Tagen daheim sein werde. Eine fanatische Postbeamtin verständigte die Gendarmerie, der junge Mann wurde nach Freistadt überstellt, zum Tod verurteilt und sofort hingerichtet. Der den jungen Österreicher zur Richtstätte begleitende Stadtpfarrer Kittinger erzählte mir, dass der junge Bub es gar nicht begreifen und fassen konnte, was mit ihm geschah.“
Die Postbeamtin Marianne Reindl, die den jungen Mann aus Steyr angezeigt hatte, wurde 1948 wegen Denunziation zu zwölf Jahren schweren Kerkers plus Vermögensverfall verurteilt.